# محمدمهدی لطفی
محمدمهدی لطفی (زادهٔ ۲ شهریور ۱۳۷۹) بازیکن فوتبال اهل ایران است که در پست وینگر چپ و هافبک هجومی برای باشگاه فوتبال سپاهان در لیگ برتر خلیج فارس بازی می‌کند.

## دوران باشگاهی

### آلومینیوم اراک
وی در تاریخ ۱۴ تیر ۱۴۰۲ با نظر مجتبی حسینی به آلومینیوم اراک پیوست.